# Cmentarz żydowski w Szczawnie-Zdroju
Cmentarz żydowski w Szczawnie-Zdroju – dawny kirkut miał powierzchnię 0,25 ha. Powstał w XIX wieku. Po zniszczonej w czasie II wojny światowej nekropolii brak żadnego śladu. W oparciu o dostępne plany udało się ustalić lokalizację dawnego cmentarza żydowskiego. W chwili obecnej w jego miejscu znajduje się część cmentarza komunalnego Szczawna-Zdroju.